# Львово (Волоколамський район)
Львово  (рос. Львово) - присілок у Волоколамському районі Московської області Російської Федерації.
Орган місцевого самоврядування - сільське поселення Ярополецьке. Населення становить 144 особи (2016).

## Історія
З 14 січня 1929 року входить до складу новоутвореної Московської області. Раніше належало до Волоколамського повіту Московської губернії.
Сучасне адміністративне підпорядкування сільському поселенню з 2006 року.

## Населення
| 1852 | 1859 | 1926 | 2002 | 2006 | 2010 | 2013 |
| ---- | ---- | ---- | ---- | ---- | ---- | ---- |
| 393  | ↗402 | ↗446 | ↘135 | ↗148 | ↘116 | ↗154 |
| 2014 | 2015 | 2016 |      |      |      |      |
| →154 | ↘143 | ↗144 |      |      |      |      |